# يان أندرسون
يان أندرسون (بالإنجليزية: Ian Anderson)‏ (11 سبتمبر 1954 بإدنبرة في المملكة المتحدة - 5 نوفمبر 2008 بإدنبرة في المملكة المتحدة) هو لاعب كرة قدم بريطاني في مركز الدفاع. لعب مع سانت جونستون ونادي دندي وHouston Summit ‏ وتامبا باي راوديز وهيوستن هوريكاينز ‏ وCanton Invaders ‏ وكليفلاند فورس ‏ وNew Jersey Rockets (MISL) ‏ وسَانت لويس ستيمرز ‏ وويتشاتا وينغز ‏.